# Nemzeti Bajnokság I (pallavolo maschile)
La Nemzeti Bajnokság I è la massima serie del campionato ungherese di pallavolo maschile: al torneo partecipano dodici squadre di club ungheresi e la squadra vincitrice si fregia del titolo di campione d'Ungheria.

## Albo d'oro
| 1947 Dettagli    | Ganz TE           | Elektromos VC      | Csepel             |               |               |
| 1947-48 Dettagli | Ganz TE           | Állami Kollégium   | Elektromos VC      |               |               |
| 1948-49 Dettagli | Csepel            | Vasas              | Ganz TE            |               |               |
| 1949-50 Dettagli | Vasas             | Csepel             | Ganz TE            |               |               |
| 1950 Dettagli    | Vasas             | Csepel             | Kerületi Textiles  |               |               |
| 1951 Dettagli    | Csepel            | Vasas              | Miskolci VSC       |               |               |
| 1952 Dettagli    | Csepel            | Honvéd Budapest    | Újpesti Dózsa      |               |               |
| 1953 Dettagli    | Csepel            | Vasas              | Honvéd Budapest    |               |               |
| 1954 Dettagli    | Csepel            | Vasas              | Újpesti Dózsa      |               |               |
| 1955 Dettagli    | Újpesti Dózsa     | Vasas              | Csepel             |               |               |
| 1955-56          | Non disputato     | Non disputato      | Non disputato      | Non disputato | Non disputato |
| 1957 Dettagli    | Újpesti Dózsa     | TFSE               | Miskolci VSC       |               |               |
| 1957-58 Dettagli | Újpesti Dózsa     | Budapest Spartacus | Miskolci VSC       |               |               |
| 1958-59 Dettagli | Újpesti Dózsa     | Vasas              | Budapest Spartacus |               |               |
| 1959-60 Dettagli | Újpesti Dózsa     | Budapest Spartacus | Vasas              |               |               |
| 1960-61 Dettagli | Újpesti Dózsa     | Honvéd Budapest    | Budapest Spartacus |               |               |
| 1961-62 Dettagli | Újpesti Dózsa     | Budapest Spartacus | Vasas              |               |               |
| 1962-63 Dettagli | Újpesti Dózsa     | Honvéd Budapest    | Vasas              |               |               |
| 1964 Dettagli    | Honvéd Budapest   | Újpesti Dózsa      | Csepel             |               |               |
| 1965 Dettagli    | Honvéd Budapest   | Újpesti Dózsa      | Csepel             |               |               |
| 1966 Dettagli    | Honvéd Budapest   | Újpesti Dózsa      | Csepel             |               |               |
| 1967 Dettagli    | Honvéd Budapest   | Csepel             | Újpesti Dózsa      |               |               |
| 1968 Dettagli    | Csepel            | Honvéd Budapest    | Újpesti Dózsa      |               |               |
| 1969 Dettagli    | Csepel            | Újpesti Dózsa      | Honvéd Budapest    |               |               |
| 1970 Dettagli    | Csepel            | Újpesti Dózsa      | Vasas              |               |               |
| 1971 Dettagli    | Újpesti Dózsa     | Csepel             | Honvéd Budapest    |               |               |
| 1972 Dettagli    | Újpesti Dózsa     | Csepel             | Budapest Spartacus |               |               |
| 1973 Dettagli    | Csepel            | Budapest Spartacus | Honvéd Budapest    |               |               |
| 1974 Dettagli    | Csepel            | Újpesti Dózsa      | Budapest Spartacus |               |               |
| 1975 Dettagli    | Újpesti Dózsa     | Csepel             | Budapest Spartacus |               |               |
| 1976 Dettagli    | Csepel            | Honvéd Budapest    | Újpesti Dózsa      |               |               |
| 1977 Dettagli    | Csepel            | Újpesti Dózsa      | Budapest Spartacus |               |               |
| 1978 Dettagli    | Csepel            | Vasas              | Budapest Spartacus |               |               |
| 1979 Dettagli    | Csepel            | Honvéd Budapest    | Vasas              |               |               |
| 1980 Dettagli    | Honvéd Budapest   | Csepel             | Kecskeméti         |               |               |
| 1981 Dettagli    | Honvéd Budapest   | Csepel             | Vasas              |               |               |
| 1981-82 Dettagli | Csepel            | Kecskeméti         | Honvéd Budapest    |               |               |
| 1982-83 Dettagli | Kecskeméti        | Tungsram Budapest  | Csepel             |               |               |
| 1983-84 Dettagli | Tungsram Budapest | Kecskeméti         | Honvéd Budapest    |               |               |
| 1984-85 Dettagli | Tungsram Budapest | Kecskeméti         | Csepel             |               |               |
| 1985-86 Dettagli | Tungsram Budapest | Kecskeméti         | Délép SE           |               |               |
| 1986-87 Dettagli | Kecskeméti        | Újpesti Dózsa      | Honvéd Budapest    |               |               |
| 1987-88 Dettagli | Tungsram Budapest | Újpesti Dózsa      | Kecskeméti         |               |               |
| 1988-89 Dettagli | Csepel            | Tungsram Budapest  | Nyíregyházi        |               |               |
| 1989-90 Dettagli | Újpesti Dózsa     | Nyíregyházi        | Kecskeméti         |               |               |
| 1990-91 Dettagli | Újpesti Dózsa     | Kaposvári Dózsa    | Csepel             |               |               |
| 1991-92 Dettagli | Kaposvári Dózsa   | SC Seghedino       | Nyíregyházi        |               |               |
| 1992-93 Dettagli | Kaposvári Somogy  | SC Seghedino       | Újpesti Dózsa      |               |               |
| 1993-94 Dettagli | Kaposvári Somogy  | Vasas              | SC Seghedino       |               |               |
| 1994-95 Dettagli | SC Seghedino      | Csepel             | Vasas              |               |               |
| 1995-96 Dettagli | SC Seghedino      | Vasas              | Kaposvári          |               |               |
| 1996-97 Dettagli | Balatel           | SC Seghedino       | Vasas              |               |               |
| 1997-98 Dettagli | Nyíregyházi       | Kaposvár           | Dunaferr           |               |               |
| 1998-99 Dettagli | Kaposvár          | SC Seghedino       | Dunaferr           |               |               |
| 1999-00 Dettagli | Kaposvár          | Nyíregyházi        | SC Seghedino       |               |               |
| 2000-01 Dettagli | Kaposvár          | Dunaferr           | SC Seghedino       |               |               |
| 2001-02 Dettagli | Dunaferr          | Kazincbarcika      | Kaposvár           |               |               |
| 2002-03 Dettagli | Kazincbarcika     | Kaposvár           | Dunaferr           |               |               |
| 2003-04 Dettagli | Kazincbarcika     | Dunaferr           | Kaposvár           |               |               |
| 2004-05 Dettagli | Kaposvár          | Kazincbarcika      | Kecskeméti         |               |               |
| 2005-06 Dettagli | Kazincbarcika     | Kaposvár           | MAFC               |               |               |
| 2006-07 Dettagli | Kaposvár          | Kazincbarcika      | Kecskeméti         |               |               |
| 2007-08 Dettagli | Kaposvár          | Kecskeméti         | Dunaferr           |               |               |
| 2008-09 Dettagli | Kaposvár          | Kecskeméti         | MAFC               |               |               |
| 2009-10 Dettagli | Kaposvár          | Kecskeméti         | Dunaferr           |               |               |
| 2010-11 Dettagli | Kaposvár          | Kecskeméti         | Dunaferr           |               |               |
| 2011-12 Dettagli | Kaposvár          | Kecskeméti         | Kazincbarcika      |               |               |
| 2012-13 Dettagli | Kaposvár          | Kecskeméti         | Dág                |               |               |
| 2013-14 Dettagli | Kecskeméti        | Kaposvár           | MAFC               |               |               |
| 2014-15 Dettagli | Kaposvár          | Kecskeméti         | Kazincbarcika      |               |               |
| 2015-16 Dettagli | Kaposvár          | Kazincbarcika      | Kecskeméti         |               |               |
| 2016-17 Dettagli | Kaposvár          | Pénzügyőr          | Kazincbarcika      |               |               |
| 2017-18 Dettagli | Kazincbarcika     | Kaposvár           | Kecskeméti         |               |               |
| 2018-19 Dettagli | Kazincbarcika     | Pénzügyőr          | Kaposvár           |               |               |
| 2019-20 Dettagli | Non assegnato     | Non assegnato      | Non assegnato      |               |               |
| 2020-21 Dettagli | Pénzügyőr         | Kaposvár           | MAFC               |               |               |
| 2021-22 Dettagli | Pénzügyőr         | Kaposvár           | MAFC               |               |               |
| 2022-23 Dettagli | Kaposvár          | MÁV Előre          | Pénzügyőr          |               |               |
| 2023-24 Dettagli | Kaposvár          | MÁV Előre          | MAFC               |               |               |

## Palmarès
| Squadra           | Titolo | Stagione |
| ----------------- | ------ | --- |
| Kaposvár          | 20     | 1991-92, 1992-93, 1993-94, 1996-97, 1998-99, 1999-00, 2000-01, 2004-05, 2006-07, 2007-08, 2008-09, 2009-10, 2010-11, 2011-12, 2012-13, 2014-15, 2015-16, 2016-17, 2022-23, 2023-24 |
| Csepel            | 16     | 1948-49, 1951, 1952, 1953, 1954, 1968, 1969, 1970, 1973, 1974, 1976, 1977, 1978, 1979, 1981-82, 1988-89                                                                            |
| Újpesti Dózsa     | 13     | 1955, 1957, 1957-58, 1958-59, 1959-60, 1960-61, 1961-62, 1962-63, 1971, 1972 1975, 1989-90, 1990-91                                                                                |
| Honvéd Budapest   | 6      | 1964, 1965, 1966, 1967, 1980, 1981 |
| Kazincbarcika     | 5      | 2002-03, 2003-04, 2005-06, 2017-18, 2018-19 |
| Tungsram Budapest | 4      | 1983-84, 1984-85, 1985-86, 1987-88 |
| Kecskeméti        | 3      | 1982-83, 1986-87, 2013-14 |
| Ganz TE           | 2      | 1947, 1947-48 |
| Vasas             | 2      | 1949-50, 1950 |
| SC Seghedino      | 2      | 1994-95, 1995-96 |
| Pénzügyőr         | 2      | 2020-21, 2021-22 |
| Nyíregyházi       | 1      | 1997-98 |
| Dunaferr          | 1      | 2001-02 |